# Бало (Венеција)
Бало (итал. Ballò) је насеље у Италији у округу Венеција, региону Венето.
Према процени из 2011. у насељу је живело 1428 становника. Насеље се налази на надморској висини од 3 м.